# Iona Nikitczenko
Iona Timofiejewicz Nikitczenko (ros. Иона Тимофеевич Никитченко; ur. 16 czerwca?/28 czerwca 1895 w Obwodzie Wojska Dońskiego, zm. 22 kwietnia 1967 roku w Moskwie) – radziecki sędzia Sądu Najwyższego ZSRR, jeden z sędziów Międzynarodowego Trybunału Wojskowego w Norymberdze.

## Życiorys
W 1916 wstąpił do SDPRR(b), od listopada 1917 do lutego 1918 p.o. szefa dzielnicowych oddziałów Czerwonej Gwardii w Nowoczerkasku. III-V 1918 członek 1 Dońskiego Titowskiego Pułku Rewolucyjnego, brał udział w walkach o Nowoczerkask, później był komisarzem politycznym Armii Czerwonej, brał udział w walkach z białymi, m.in. na Uralu i w Turkiestanie. 
Sekretarz Wojskowej Rady Rewolucyjnej, od lipca 1920 prezes Sądu Wojennego Frontu Turkiestańskiego w Dżarkencie. Później był prezesem sądów i trybunałów wojennych w Turkiestanie, a od 1924 w Moskwie. 1926-1935 przewodniczący Trybunału Wojskowego Moskiewskiego Okręgu Wojskowego, 1936-1938 zastępca przewodniczącego Kolegium Wojskowego Sądu Najwyższego, 1938-1942 wiceprezes Sądu Najwyższego ZSRR. 
W 1936 był jednym z sędziów, którzy skazali na śmierć podsądnych w I procesie moskiewskim. Był deputowanym do Rady Najwyższej Rosyjskiej FSRR.

## Odznaczenia
- Order Lenina (dwukrotnie)
- Order Czerwonego Sztandaru
- Order Czerwonej Gwiazdy
- Order Wojny Ojczyźnianej I klasy.